# Cerreto Guidi
Cerreto Guidi ([tʃer're:to 'gui:di]) es una localidad italiana de la ciudad metropolitana de Florencia, región de Toscana, con 10.419 habitantes.
En la comuna está la villa de Cerreto, una de las villas mediceas que el 23 de junio de 2013, en la XXXVII Sesión del Comité para el Patrimonio de la Humanidad, reunida en Phnom Penh, fue inscrita en la Lista del Patrimonio de la Humanidad con el nombre de «Villas y jardines Médici en Toscana».

Ubicación de la ciudad de Cerreto Guidi dentro de la provincia de Florencia.

## Evolución demográfica
| Gráfica de evolución demográfica de Cerreto Guidi entre 1861 y 2001 |
|                                                                     |
| Fuente ISTAT - Elaboración gráfica por parte de Wikipedia           |